# Dipartimento di Silípica
Silípica è un dipartimento argentino, situato nel centro-ovest della provincia di Santiago del Estero, con capoluogo Árraga.
Esso confina a nord con il dipartimento di Capital, a est con quello di San Martín, a sud con il dipartimento di Loreto e a ovest con quello di Choya.
Secondo il censimento del 2001, su un territorio di 1.179 km², la popolazione ammontava a 7.605 abitanti.
Municipi e “comisiones municipales” del dipartimento sono:
- Árraga
- Manogasta
- Nueva Francia
- Villa Silípica